# Clint Dempsey
Clinton Drew "Clint" Dempsey (nascut a Nacogdoches, Texas, Estats Units, el 9 de març del 1983) és un futbolista estatunidenc que actualment juga de centrecampista, extrem o davanter al Seattle Sounders de la MLS i per la selecció dels Estats Units. L'estiu del 2009 va ser subcampió de la Copa Confederacions amb el seu país i premiat amb la Pilota de Bronze del torneig.